# UCI Europe Tour 2023
El UCI Europe Tour 2023 es la decimonovena edición del calendario ciclístico internacional europeo. Se inició el 22 de enero de 2023 en España, con el Gran Premio Valencia y finalizará el 15 de octubre de 2023 con el Chrono des Nations en Francia. En principio, se disputarán 235 competencias, otorgando puntos a los primeros clasificados de las etapas y a la clasificación final, aunque el calendario puede sufrir modificaciones a lo largo de la temporada con la inclusión de nuevas carreras o exclusión de otras.

## Equipos
Los equipos que pueden participar en las diferentes carreras depende de la categoría de las mismas. Los equipos UCI WorldTeam y UCI ProTeam, tienen cupo limitado para competir de acuerdo al año correspondiente establecido por la UCI, los equipos Equipos UCI Continentales y selecciones nacionales no tienen restricciones de participación:
| Categoría      | Categoría                       | Equipos                                                                                    |
| -------------- | ------------------------------- | ------------------------------------------------------------------------------------------ |
| .1             | 1.1 (Carrera de un día)         | * UCI WorldTeam (max 50%) * UCI ProTeam * Continentales * Selecciones nacionales           |
| .1             | 2.1 (Carrera de varios días)    | * UCI WorldTeam (max 50%) * UCI ProTeam * Continentales * Selecciones nacionales           |
| .2             | 1.2 (Carrera de un día)         | * UCI ProTeam * Continentales * Selecciones nacionales * Selecciones regionales * Amateurs |
| .2             | 2.2 (Carrera de varios días)    | * UCI ProTeam * Continentales * Selecciones nacionales * Selecciones regionales * Amateurs |
| .Ncup (sub-23) | 1.Ncup (Carrera de un día)      | * Selecciones nacionales * Selecciones mixtas                                              |
| .Ncup (sub-23) | 2.Ncup (Carrera de varios días) | * Selecciones nacionales * Selecciones mixtas                                              |

## Calendario
Las siguientes son las carreras que componen el calendario UCI Europe Tour para la temporada 2023 aprobado por la UCI.

### Enero
| UCI Europe Tour 2023 - enero |                                    |       |                     |                          |
| Fecha                        | Carrera                            | Clase | Ganador             | Equipo                   |
| ---------------------------- | ---------------------------------- | ----- | ------------------- | ------------------------ |
| 22                           | Gran Premio Valencia               | 1.1   | Arnaud De Lie       | Lotto Dstny              |
| 25                           | Trofeo Calviá                      | 1.1   | Rui Costa           | Intermarché-Circus-Wanty |
| 26                           | Trofeo Alcudia                     | 1.1   | Marijn van den Berg | EF Education-EasyPost    |
| 27                           | Trofeo Andrach                     | 1.1   | Kobe Goossens       | Intermarché-Circus-Wanty |
| 28                           | Trofeo Serra de Tramuntana         | 1.1   | Kobe Goossens       | Intermarché-Circus-Wanty |
| 28                           | Gran Premio Aspendos               | 1.2   | Yegor Strelnikov    | Vino SKO                 |
| 29                           | Trofeo Palma                       | 1.1   | Ethan Vernon        | Soudal Quick-Step        |
| 29                           | Gran Premio Ciclista La Marsellesa | 1.1   | Neilson Powless     | EF Education-EasyPost    |

### Febrero
| UCI Europe Tour 2023 - febrero |                                      |       |                   |                               |
| Fecha                          | Carrera                              | Clase | Ganador           | Equipo                        |
| ------------------------------ | ------------------------------------ | ----- | ----------------- | ----------------------------- |
| 1-5                            | Estrella de Bessèges                 | 2.1   | Neilson Powless   | EF Education-EasyPost         |
| 4                              | Gran Premio Templo Apollon           | 1.2   | Sergey Rostovtsev | Beykoz Belediyesi Spor Kulübü |
| 11                             | Vuelta a Murcia                      | 1.1   | Ben Turner        | INEOS Grenadiers              |
| 12                             | Figueira Champions Classic           | 1.1   | Casper Pedersen   | Soudal Quick-Step             |
| 13                             | Clásica Jaén Paraíso Interior        | 1.1   | Tadej Pogačar     | UAE Emirates                  |
| 17-19                          | Tour de los Alpes Marítimos y de Var | 2.1   | Kévin Vauquelin   | Arkéa Samsic                  |
| 23-26                          | O Gran Camiño                        | 2.1   | Jonas Vingegaard  | Jumbo-Visma                   |
| 28                             | Le Samyn                             | 1.1   | Milan Menten      | Lotto Dstny                   |

### Marzo
| UCI Europe Tour 2023 - marzo |                                    |       |                        |                             |
| Fecha                        | Carrera                            | Clase | Ganador                | Equipo                      |
| ---------------------------- | ---------------------------------- | ----- | ---------------------- | --------------------------- |
| 1                            | Trofej Umag-Umag Trophy            | 1.2   | Adam Ťoupalík          | Elkov-Kasper                |
| 4                            | Gran Premio Criquielion            | 1.1   | Samuel Welsford        | DSM                         |
| 4                            | Tour des 100 Communes              | 1.2   | Jonathan Vervenne      | Soudal Quick-Step Devo      |
| 4                            | Ster van Zwolle                    | 1.2   | Coen Vermeltfoort      | VolkerWessels               |
| 4                            | Alanya CUP                         | 1.2   | Willie Smit            | China Glory Continental     |
| 4-5                          | Visit South Aegean Islands         | 2.2   | Jakub Otruba           | ATT Investments             |
| 5                            | Gran Premio Jean-Pierre Monseré    | 1.1   | Gerben Thijssen        | Intermarché-Circus-Wanty    |
| 5                            | Gran Premio Villa de Lillers       | 1.2   | Andreas Stokbro        | Leopard TOGT                |
| 5                            | Porec Trophy                       | 1.2   | Patryk Stosz           | Voster ATS                  |
| 9-12                         | Istrian Spring Trophy              | 2.2   | Tijmen Graat           | Jumbo-Visma Development     |
| 11                           | Gran Premio Internacional de Rodas | 1.2   | Eirik Lunder           | Coop-Repsol                 |
| 12                           | Tour de Drenthe                    | 1.1   | Per Strand Hagenes     | Jumbo-Visma                 |
| 12                           | Dorpenomloop Rucphen               | 1.2   | Laurenz Rex            | Circus-ReUz-Technord        |
| 16-19                        | Vuelta a Rodas                     | 2.2   | António Morgado        | Hagens Berman Axeon         |
| 17                           | Youngster Coast Challenge          | 1.2U  | Warre Vangheluwe       | Soudal Quick-Step Devo      |
| 18                           | Clásica de Loire-Atlantique        | 1.1   | Axel Zingle            | Cofidis                     |
| 19                           | Gran Premio Cholet-Pays de Loire   | 1.1   | Laurence Pithie        | Groupama-FDJ                |
| 19                           | Per sempre Alfredo                 | 1.1   | Felix Engelhardt       | Jayco AlUla                 |
| 19                           | Gran Premio Eslovenia Istria       | 1.2   | Bartłomiej Proć        | Santic-Wibatech             |
| 19                           | La Popolarissima                   | 1.2   | Davide Persico         | Colpack Ballan              |
| 19                           | Clásica de Arrábida                | 1.2   | Orluis Aular           | Caja Rural-Seguros RGA      |
| 21-25                        | Settimana Coppi e Bartali          | 2.1   | Mauro Schmid           | Soudal Quick-Step           |
| 22-26                        | Vuelta al Alentejo                 | 2.2   | Orluis Aular           | Caja Rural-Seguros RGA      |
| 22-26                        | Tour de Olympia                    | 2.2   | Mathias Bregnhøj       | Leopard TOGT                |
| 23                           | GP Goriska & Vipava Valley         | 1.2   | Adam Ťoupalík          | Elkov-Kasper                |
| 26                           | Gran Premio Adria Mobil            | 1.2   | Tilen Finkšt           | Adria Mobil                 |
| 26                           | La Roue Tourangelle                | 1.1   | Rory Townsend          | Bolton Equities Black Spoke |
| 26                           | Gante-Wevelgem sub-23              | 1.2U  | Gil Gelders            | Soudal Quick-Step Devo      |
| 26                           | Syedra Ancient City                | 1.2   | Polychrónis Tzortzákis | Selección de Grecia         |
| 31                           | Route Adélie                       | 1.1   | Fredrik Dversnes       | Uno-X                       |

### Abril
| UCI Europe Tour 2023 - abril |                                                      |       |                        |                          |
| Fecha                        | Carrera                                              | Clase | Ganador                | Equipo                   |
| ---------------------------- | ---------------------------------------------------- | ----- | ---------------------- | ------------------------ |
| 1                            | Volta Limburg Classic                                | 1.1   | Kaden Groves           | Alpecin-Deceuninck       |
| 2                            | Trofeo Piva                                          | 1.2U  | Giacomo Villa          | Biesse-Carrera           |
| 4-7                          | Tour de la Región de los Países del Loira            | 2.1   | Alexander Kamp         | Tudor                    |
| 6-9                          | Circuito de las Ardenas                              | 2.2   | Mathias Bregnhøj       | Leopard TOGT             |
| 10                           | Giro del Belvedere                                   | 1.2U  | Johannes Staune-Mittet | Jumbo-Visma Development  |
| 11-14                        | Giro de Sicilia                                      | 2.1   | Alexey Lutsenko        | Astana Qazaqstan         |
| 11                           | París-Camembert                                      | 1.1   | Valentin Ferron        | TotalEnergies            |
| 11                           | Gran Premio Palio del Recioto                        | 1.2U  | Tijmen Graat           | Jumbo-Visma Development  |
| 12-16                        | Tour de Loir-et-Cher                                 | 2.2   | Tim Marsman            | Metec-Solarwatt-Mantel   |
| 14                           | Clásica Grand Besançon Doubs                         | 1.1   | Victor Lafay           | Cofidis                  |
| 15                           | Tour de Jura                                         | 1.1   | Kévin Vauquelin        | Arkéa Samsic             |
| 15                           | Memorial Arno Wallaard                               | 1.2   | Rasmus Bøgh Wallin     | Restaurant Suri-Carl Ras |
| 15                           | Lieja-Bastoña-Lieja sub-23                           | 1.2U  | Francesco Busatto      | Circus-ReUz-Technord     |
| 16                           | Tour de Doubs                                        | 1.1   | Jesús Herrada          | Cofidis                  |
| 16                           | Trofeo Ciudad de San Vendemiano                      | 1.2U  | Anders Foldager        | Biesse-Carrera           |
| 16                           | Giro de la Ciudad Metropolitana de Regio de Calabria | 1.1   | Jhonatan Restrepo      | GW Shimano-Sidermec      |
| 19-22                        | Belgrado-Bania Luka                                  | 2.2   | Gregor Matija Černe    | mebloJOGI Pro-concrete   |
| 23                           | Rutland-Melton International CiCLE Classic           | 1.2   | Luke Lamperti          | Trinity Racing           |
| 25                           | Gran Premio della Liberazione                        | 1.2U  | Alessandro Romele      | Colpack Ballan           |
| 25-1                         | Tour de Bretaña                                      | 2.2   | Simon Pellaud          | Tudor                    |
| 28-30                        | Vuelta a Asturias                                    | 2.1   | Lorenzo Fortunato      | EOLO-KOMETA              |
| 28-3                         | Carpathian Couriers Race                             | 2.2U  | Gal Glivar             | Selección de Eslovenia   |
| 30                           | Gran Premio Vorarlberg                               | 1.2   | Michael Boroš          | Elkov-Kasper             |

### Mayo
| UCI Europe Tour 2023 - mayo |                                                     |       |                      |                              |
| Fecha                       | Carrera                                             | Clase | Ganador              | Equipo                       |
| --------------------------- | --------------------------------------------------- | ----- | -------------------- | ---------------------------- |
| 1                           | Gran Premio de Fráncfort sub-23                     | 1.2U  | Joshua Gudnitz       | ColoQuick                    |
| 1                           | Circuito del Porto-Trofeo Arvedi                    | 1.2   | Mattia Pinazzi       | Arvedi                       |
| 2-6                         | Tour de Grecia                                      | 2.1   | Iúri Leitão          | Caja Rural-Seguros RGA       |
| 6                           | Tour de Overijssel                                  | 1.2   | Coen Vermeltfoort    | VolkerWessels                |
| 6                           | Sundvolden G. P.                                    | 1.2   | Ådne Holter          | Uno-X Dare Development       |
| 7                           | Ringerike G. P.                                     | 1.2   | Jack Rootkin-Gray    | Saint Piran                  |
| 7                           | París-Roubaix sub-23                                | 1.2U  | Tijl De Decker       | Lotto Dstny Development      |
| 7                           | Flecha de las Ardenas                               | 1.2   | Menno Huising        | Jumbo-Visma Development      |
| 13                          | Gran Premio Herning                                 | 1.2   | Mathias Norsgaard    | Selección de Dinamarca       |
| 13                          | Tour de Finisterre                                  | 1.1   | Paul Penhoët         | Groupama-FDJ                 |
| 14                          | Boucles de l'Aulne                                  | 1.1   | Greg Van Avermaet    | AG2R Citroën                 |
| 14                          | Tour de Fyen                                        | 1.2   | Carl-Frederik Bévort | Uno-X Dare                   |
| 14                          | Gran Premio Industrias del Mármol                   | 1.2U  | Christian Bagatin    | Sias Rime                    |
| 17-20                       | Tour de Sakarya                                     | 2.2   | Martin Laas          | Astana Qazaqstan Development |
| 17-21                       | Flèche du Sud                                       | 2.2   | Pim Ronhaar          | Baloise-Trek Lions           |
| 18                          | Circuito de Valonia                                 | 1.1   | Jordi Meeus          | Bora-Hansgrohe               |
| 20                          | Veenendaal Veenendaal Classic                       | 1.1   | Dylan Groenewegen    | Jayco AlUla                  |
| 21                          | GP Gorenjska                                        | 1.2   | Davide De Cassan     | Friuli ASD                   |
| 21                          | Vuelta a Colonia                                    | 1.1   | Danny van Poppel     | Bora-Hansgrohe               |
| 21                          | Antwerp Port Epic                                   | 1.1   | Dries De Bondt       | Alpecin-Deceuninck           |
| 22-26                       | Tour de Albania                                     | 2.2   | Maximilian Stedman   | Velo Schils Interbike Racing |
| 24-28                       | Alpes Isère Tour                                    | 2.2   | Lennert Van Eetvelt  | Lotto Dstny Development      |
| 25-28                       | Tour de la Mirabelle                                | 2.2   | Jonas Geens          | Tarteletto-Isorex            |
| 26-27                       | Tour de Estonia                                     | 2.1   | Rasmus Bøgh Wallin   | Restaurant Suri-Carl Ras     |
| 26-28                       | Gran Premio de Fronteras y la Sierra de la Estrella | 2.2   | Artem Nych           | Glassdrive Q8 Anicolor       |
| 27                          | Clásica Van Merksteijn Fences                       | 1.1   | Caleb Ewan           | Lotto Dstny                  |
| 27                          | Gran Premio Santa Rita                              | 1.2   | Giosuè Epis          | Zalf Euromobil Désirée Fior  |
| 28                          | Trofeo Ciudad de Castelfidardo                      | 1.2   | Matteo Pongiluppi    | Sias Rime                    |
| 29                          | Tour de Limburgo                                    | 1.1   | Gerben Thijssen      | Intermarché-Circus-Wanty     |
| 29                          | París-Troyes                                        | 1.2   | Gwen Leclainche      | Philippe Wagner Cycling      |
| 30                          | Mercan'Tour Classic Alpes-Maritimes                 | 1.1   | Richard Carapaz      | EF Education-EasyPost        |

### Junio
| UCI Europe Tour 2023 - junio |                                                        |       |                        |                                    |
| Fecha                        | Carrera                                                | Clase | Ganador                | Equipo                             |
| ---------------------------- | ------------------------------------------------------ | ----- | ---------------------- | ---------------------------------- |
| 1-4                          | Tour de Malopolska                                     | 2.2   | Márton Dina            | ATT Investments                    |
| 1-4                          | Tour de Alta Austria                                   | 2.2   | Luca Vergallito        | Alpecin-Deceuninck Development     |
| 1-4                          | Ronde de l'Oise                                        | 2.2   | Frank van den Broek    | ABLOC CT                           |
| 2                            | Trofeo Alcide Degasperi                                | 1.2   | Davide De Pretto       | Zalf Euromobil Désirée Fior        |
| 2                            | Giro de los Apeninos                                   | 1.1   | Marc Hirschi           | UAE Emirates                       |
| 3                            | Flecha de Heist                                        | 1.1   | Olav Kooij             | Jumbo-Visma                        |
| 4                            | Memorial Philippe Van Coningsloo                       | 1.2   | Gianluca Pollefliet    | Lotto Dstny Development            |
| 4                            | Coppa della Pace                                       | 1.2U  | Matteo Scalco          | Green Project-Bardiani CSF-Faizanè |
| 7-11                         | Aziz Shusha                                            | 2.2   | Emanuele Ansaloni      | Technipes #inEmiliaRomagna         |
| 9                            | G. P. Kanton Aargau                                    | 1.1   | Thibau Nys             | Trek-Segafredo                     |
| 9-11                         | Tour de Eure y Loir                                    | 2.2   | Noa Isidore            | CIC U Nantes Atlantique            |
| 10-11                        | Kırıkkale Road Race                                    | 2.2   | Nikiforos Arvanitou    | Selección de Grecia                |
| 11                           | Elfstedenronde                                         | 1.1   | Jasper Philipsen       | Alpecin-Deceuninck                 |
| 11-18                        | Giro Next Gen                                          | 2.2U  | Johannes Staune-Mittet | Jumbo-Visma Development            |
| 15-18                        | Ruta de Occitania                                      | 2.1   | Michael Woods          | Israel-Premier Tech                |
| 16-18                        | Tour del Pays de Montbéliard                           | 2.2   | Sten Van Gucht         | Bourg-en-Bresse Ain Cyclisme       |
| 28-1                         | Carrera de la Solidaridad y de los Campeones Olímpicos | 2.2   | Siim Kiskonen          | Tartu2024                          |

### Julio
| UCI Europe Tour 2023 - julio |                                           |       |                    |                                    |
| Fecha                        | Carrera                                   | Clase | Ganador            | Equipo                             |
| ---------------------------- | ----------------------------------------- | ----- | ------------------ | ---------------------------------- |
| 2                            | Giro del Medio Brenta                     | 1.2   | Giulio Pellizzari  | Green Project-Bardiani CSF-Faizanè |
| 2                            | Midden Brabant-Poort Omloop               | 1.2   | Thimo Willems      | VolkerWessels                      |
| 2-6                          | Vuelta a Austria                          | 2.1   | Jhonatan Narváez   | INEOS Grenadiers                   |
| 4                            | Trofeo Ciudad de Brescia                  | 1.2   | Federico Guzzo     | Zalf Euromobil Désirée Fior        |
| 6-9                          | Tour de Sibiu                             | 2.1   | Mark Donovan       | Q36.5                              |
| 8                            | Visegrad 4 Kerekparverseny                | 1.2   | Adam Ťoupalík      | Elkov-Kasper                       |
| 8                            | Gran Premio Erciyes                       | 1.2   | Maximilian Stedman | Beykoz Belediyesi Spor Kulübü      |
| 9                            | Visegrad 4 Bicycle Race-GP Slovakia       | 1.2   | Maciej Paterski    | Voster ATS                         |
| 12-16                        | Giro del Valle de Aosta                   | 2.2U  | Darren Rafferty    | Hagens Berman Axeon                |
| 13-16                        | Trofeo Joaquim Agostinho                  | 2.2   | Mauricio Moreira   | Glassdrive Q8 Anicolor             |
| 14-16                        | Gran Premio Ciclista de Gemenc            | 2.2   | Filip Řeha         | Elkov-Kasper                       |
| 19                           | Clásica SD WORX BW                        | 1.2   | Milan Fretin       | Flanders-Baloise                   |
| 22                           | Visegrad 4 Bicycle Race-GP Poland         | 1.2   | Itamar Einhorn     | Selección de Israel                |
| 23                           | Visegrad 4 Bicycle Race-GP Czech Republic | 1.2   | Adam Ťoupalík      | Elkov-Kasper                       |
| 23                           | Copa Max Ausnit                           | 1.2   | Nicolás Tivani     | Corratec-Selle Italia              |
| 23                           | Gran Premio de la Villa de Pérenchies     | 1.2   | Rait Ärm           | Van Rysel-Roubaix Lille Métropole  |
| 23                           | Gran Premio de Kranj                      | 1.2   | Edoardo Zamperini  | Zalf Euromobil Désirée Fior        |
| 25                           | Clásica de Ordizia                        | 1.1   | Marc Hirschi       | UAE Emirates                       |
| 25                           | Memoriał Andrzeja Trochanowskiego         | 1.2   | Itamar Einhorn     | Selección de Israel                |
| 26-27                        | Vuelta a Castilla y León                  | 2.1   | Eduardo Sepúlveda  | Lotto Dstny                        |
| 26-29                        | Dookoła Mazowsza                          | 2.2   | Oded Kogut         | Selección de Israel                |
| 26-30                        | Tour de Alsacia                           | 2.2   | Sebastian Berwick  | Israel Premier Tech Academy        |
| 27-30                        | Tour de la República Checa                | 2.1   | Florian Lipowitz   | Bora-Hansgrohe                     |
| 28-31                        | Kreiz Breizh Elites                       | 2.2   | Hartthijs de Vries | TDT-Unibet                         |
| 30                           | Circuito de Guecho                        | 1.1   | Alexey Lutsenko    | Astana Qazaqstan                   |
| 30                           | Puchar Ministra Obrony Narodowej          | 1.2   | Bartosz Rudyk      | Voster ATS                         |
| 30                           | Gran Premio Kültepe                       | 1.2   | Daniil Marukhin    | Vino SKO                           |
| 31-2                         | Tour de l'Ain                             | 2.1   | Michael Storer     | Groupama-FDJ                       |

### Agosto
| UCI Europe Tour 2023 - agosto |                                            |       |                      |                                    |
| Fecha                         | Carrera                                    | Clase | Ganador              | Equipo                             |
| ----------------------------- | ------------------------------------------ | ----- | -------------------- | ---------------------------------- |
| 1-5                           | Tour del 100.º Aniversario de la República | 2.2   | Mengis Petros        | Beykoz Belediyesi Spor Kulübü      |
| 4-13                          | Tour de Guadalupe                          | 2.2   | Benjamin Le Ny       | Uni Sport Lamentinois              |
| 8-12                          | Tour de Szeklerland                        | 2.2   | Martin Messner       | WSA KTM Graz p/b Leomo             |
| 9-20                          | Vuelta a Portugal                          | 2.1   | Colin Stüssi         | Vorarlberg                         |
| 12                            | Memoriał Henryka Łasaka                    | 1.2   | Michael Kukrle       | Felbermayr-Simplon Wels            |
| 13                            | Memoriał Jana Magiery                      | 1.2   | Michael Kukrle       | Felbermayr-Simplon Wels            |
| 13                            | Polynormande                               | 1.1   | Arnaud De Lie        | Lotto Dstny                        |
| 13                            | Gran Premio Sportivi di Poggiana           | 1.2U  | Nicolò Pettiti       | Sias Rime                          |
| 15                            | Tour de Lovaina-Memorial Jef Scherens      | 1.1   | Arnaud De Lie        | Lotto Dstny                        |
| 15-18                         | Tour de Limousin                           | 2.1   | Romain Grégoire      | Groupama-FDJ                       |
| 16                            | Gran Premio Capodarco                      | 1.2U  | Matteo Ambrosini     | Colpack Ballan CSB                 |
| 18-20                         | Baltic Chain Tour                          | 2.2   | Rait Ärm             | Selección de Estonia               |
| 19                            | Druivenkoers Overijse                      | 1.1   | Victor Campenaerts   | Lotto Dstny                        |
| 19                            | Gran Premio Kaisareia                      | 1.2   | Anatoliy Budyak      | Terengganu Polygon                 |
| 20                            | Egmont Cycling Race                        | 1.1   | Jasper De Buyst      | Lotto Dstny                        |
| 22-25                         | Tour Poitou-Charentes en Nueva Aquitania   | 2.1   | Søren Wærenskjold    | Uno-X                              |
| 25-27                         | Tour de Yigido                             | 2.2   | Maximilian Stedman   | Beykoz Belediyesi Spor Kulübü      |
| 26-31                         | Tour de Bulgaria                           | 2.2   | Michal Schuran       | ATT Investments                    |
| 27                            | Ronde van de Achterhoek                    | 1.2   | Martijn Rasenberg    | ABLOC CT                           |
| 30                            | Clásica del Muro de Geraardsbergen         | 1.2   | Filippo Magli        | Green Project-Bardiani CSF-Faizanè |
| 31-2                          | Flanders Tomorrow Tour                     | 2.2U  | Jakob Söderqvist     | Selección de Suecia                |
| 31-3                          | Giro del Friuli Venezia Giulia             | 2.2   | Francesco Galimberti | Biesse-Carrera                     |

### Septiembre
| UCI Europe Tour 2023 - septiembre |                                |       |                              |                             |
| Fecha                             | Carrera                        | Clase | Ganador                      | Equipo                      |
| --------------------------------- | ------------------------------ | ----- | ---------------------------- | --------------------------- |
| 2                                 | Lillehammer GP                 | 1.2   | Christian Ingemann Lindquist | Restaurant Suri-Carl Ras    |
| 2-23                              | In the footsteps of the Romans | 2.2   | Filippo Fortin               | Maloja Pushbikers           |
| 3                                 | Gylne Gutuer                   | 1.2   | Andreas Stokbro              | Leopard TOGT                |
| 3                                 | Gran Premio de Plouay          | 1.2   | Pierre Thierry               | Morbihan Fybolia GOA        |
| 7-9                               | Tour de Kosovo                 | 2.2   | Nicolò Garibbo               | Gragnano Sporting Club      |
| 7-10                              | Vuelta a Bohemia Meridional    | 2.2   | Martin Solhaug Hansen        | Uno-X Dare Development      |
| 7-10                              | Tour de Van                    | 2.2   | Daniil Marukhin              | Selección de Kazajistán     |
| 10                                | Gran Premio del Somme          | 1.2   | Bastien Pichon               | ESEG Douai                  |
| 13                                | Giro de Toscana                | 1.1   | Pavel Sivakov                | INEOS Grenadiers            |
| 13-17                             | Tour de Eslovaquia             | 2.1   | Rémi Cavagna                 | Soudal Quick-Step           |
| 15                                | Campeonato de Flandes          | 1.1   | Jasper Philipsen             | Alpecin-Deceuninck          |
| 16                                | Memorial Marco Pantani         | 1.1   | Alexey Lutsenko              | Astana Qazaqstan            |
| 17                                | Gooikse Pijl                   | 1.1   | Jasper Philipsen             | Alpecin-Deceuninck          |
| 17                                | Gran Premio de Isbergues       | 1.1   | Matteo Moschetti             | Q36.5                       |
| 17                                | Gran Premio Rik Van Looy       | 1.2   | Rasmus Bøgh Wallin           | Restaurant Suri-Carl Ras    |
| 17                                | Trofeo Matteotti               | 1.1   | Sjoerd Bax                   | UAE Emirates                |
| 20                                | Circuito de Houtland           | 1.1   | Gerben Thijssen              | Intermarché-Circus-Wanty    |
| 24                                | París-Chauny                   | 1.1   | Jasper Philipsen             | Alpecin-Deceuninck          |
| 26                                | Ruota d'Oro                    | 1.2U  | Gil Gelders                  | Soudal Quick-Step Devo      |
| 26-1                              | CRO Race                       | 2.1   | Orluis Aular                 | Caja Rural-Seguros RGA      |
| 28                                | Coppa Agostoni                 | 1.1   | Davide Formolo               | UAE Emirates                |
| 28-1                              | Tour de Estambul               | 2.2   | Gustav Wang                  | Restaurant Suri-Carl Ras    |
| 30                                | Gran Premio Pino Cerami        | 1.2   | James Fouché                 | Bolton Equities Black Spoke |

### Octubre
| UCI Europe Tour 2023 - octubre |                            |       |                        |                         |
| Fecha                          | Carrera                    | Clase | Ganador                | Equipo                  |
| ------------------------------ | -------------------------- | ----- | ---------------------- | ----------------------- |
| 1                              | Piccolo Giro de Lombardía  | 1.2U  | William Junior Lecerf  | Soudal Quick-Step Devo  |
| 1                              | Famenne Ardenne Classic    | 1.1   | Arnaud De Lie          | Lotto Dstny             |
| 1                              | Tour de Vendée             | 1.1   | Arnaud Démare          | Arkéa Samsic            |
| 3                              | Binche-Chimay-Binche       | 1.1   | Luca Mozzato           | Arkéa Samsic            |
| 3                              | Coppa Città di San Daniele | 1.2   | Archie Ryan            | Jumbo-Visma Development |
| 4                              | Elfstedenrace              | 1.1   | Jasper Philipsen       | Alpecin-Deceuninck      |
| 5                              | París-Bourges              | 1.1   | Arnaud Démare          | Arkéa Samsic            |
| 8                              | París-Tours sub-23         | 1.2U  | Sakarias Koller Løland | Uno-X Dare Development  |
| 8-15                           | Tour de Turquía            | 2.1   | Alexey Lutsenko        | Astana Qazaqstan        |
| 15                             | Chrono des Nations sub-23  | 1.2U  | Kacper Gieryk          | JEGG-DJR Academy        |
| 15                             | Chrono des Nations         | 1.1   | Joshua Tarling         | INEOS Grenadiers        |

## Clasificaciones parciales
- Nota:  Las clasificaciones parciales hasta el momento son:[4]

### Individual
| Posición | Corredor     | Equipo | Puntos |
| -------- | ------------ | ------ | ------ |
| 1.º      | Bandera de ? |        |        |
| 2.º      | Bandera de ? |        |        |
| 3.º      | Bandera de ? |        |        |
| 4.º      | Bandera de ? |        |        |
| 5.º      | Bandera de ? |        |        |
| 6.º      | Bandera de ? |        |        |
| 7.º      | Bandera de ? |        |        |
| 8.º      | Bandera de ? |        |        |
| 9.º      | Bandera de ? |        |        |
| 10.º     | Bandera de ? |        |        |

| Posiciones 11.ª al 20.ª | Posiciones 11.ª al 20.ª | Posiciones 11.ª al 20.ª | Posiciones 11.ª al 20.ª |
| ----------------------- | ----------------------- | ----------------------- | ----------------------- |
| 11.º                    | Bandera de ?            |                         |                         |
| 12.º                    | Bandera de ?            |                         |                         |
| 13.º                    | Bandera de ?            |                         |                         |
| 14.º                    | Bandera de ?            |                         |                         |
| 15.º                    | Bandera de ?            |                         |                         |
| 16.º                    | Bandera de ?            |                         |                         |
| 17.º                    | Bandera de ?            |                         |                         |
| 18.º                    | Bandera de ?            |                         |                         |
| 19.º                    | Bandera de ?            |                         |                         |
| 20.º                    | Bandera de ?            |                         |                         |

### Equipos
| Posición | Equipo       | Puntos |
| -------- | ------------ | ------ |
| 1.º      | Bandera de ? |        |
| 2.º      | Bandera de ? |        |
| 3.º      | Bandera de ? |        |
| 4.º      | Bandera de ? |        |
| 5.º      | Bandera de ? |        |

### Países
| Posición | País         | Puntos |
| -------- | ------------ | ------ |
| 1.º      | Bandera de ? |        |
| 2.º      | Bandera de ? |        |
| 3.º      | Bandera de ? |        |
| 4.º      | Bandera de ? |        |
| 5.º      | Bandera de ? |        |

### Países sub-23
| Posición | País         | Puntos |
| -------- | ------------ | ------ |
| 1.º      | Bandera de ? |        |
| 2.º      | Bandera de ? |        |
| 3.º      | Bandera de ? |        |
| 4.º      | Bandera de ? |        |
| 5.º      | Bandera de ? |        |

## Evolución de las clasificaciones
| Fecha       | Clasificación individual | Clasificación por equipos | Clasificación por países | Clasificación por países sub-23 |
| ----------- | ------------------------ | ------------------------- | ------------------------ | ------------------------------- |
| 31 de enero |                          |                           |                          |                                 |